# Hồ Hòa Bình (chính khách)
Hồ Hòa Bình (tiếng Trung giản thể: 胡和平, bính âm Hán ngữ: Hú Hé Píng, sinh tháng 10 năm 1962, người Hán) là chính trị gia nước Cộng hòa Nhân dân Trung Hoa. Ông là Ủy viên Ủy ban Trung ương Đảng Cộng sản Trung Quốc khóa XX, khóa XIX, Ủy viên dự khuyết khóa XVIII, hiện là Phó Bộ trưởng Bộ Tuyên truyền Trung ương Đảng, Bí thư Đảng tổ, Bộ trưởng Bộ Văn hóa và Du lịch. Ông từng là Bí thư Tỉnh ủy, Chủ nhiệm Ủy ban Thường vụ Nhân Đại Thiểm Tây, Bí thư thứ Nhất Quân ủy Quân khu Thiểm Tây; Phó Bí thư Tỉnh ủy, Tỉnh trưởng Chính phủ Nhân dân tỉnh Thiểm Tây; Bộ trưởng Bộ Tổ chức Tỉnh ủy tỉnh Chiết Giang; Bí thư Đảng ủy Đại học Thanh Hoa.
Hồ Hòa Bình gia nhập Đảng Cộng sản Trung Quốc năm 1986, là Thạc sĩ Thủy lực học, Tiến sĩ Kỹ thuật. Ông theo học Thanh Hoa, tốt nghiệp thì giảng dạy và nghiên cứu cho đến khi trở thành người lãnh đạo Thanh Hoa, rồi bước vào chính trường Trung Quốc.

## Xuất thân và giáo dục
Hồ Hòa Bình sinh tháng 10 năm 1962, quê quán tại địa cấp thị Lâm Nghi, tỉnh Sơn Đông. Tháng 9 năm 1980, ông thi đỗ đại học và học tại Khoa Kỹ thuật thủy lực của Đại học Thanh Hoa. Sau khi tốt nghiệp đại học năm 1986, ông được miễn thi và tiếp tục là nghiên cứu sinh học thạc sĩ về thủy lực học và động lực học sông nước. Ông tốt nghiệp và nhận bằng thạc sĩ kỹ thuật năm 1990.
Trong thời gian đó, ông được kết nạp Đảng Cộng sản Trung Quốc vào tháng 8 năm 1986. Vào tháng 10 năm 1992, ông tới Nhật Bản, nghiên cứu sinh tại Đại học Tokyo ở thủ đô Tokyo. Ông học ngành về kỹ thuật ở các sông và lưu vực sông trong Khoa Kỹ thuật xây dựng dân dụng, và lấy bằng tiến sĩ kỹ thuật. Vào tháng 9 năm 1995, ông nghiên cứu tại Công ty Kiến trúc INA (Viện nghiên cứu xây dựng mới) tại Nhật Bản, trở về nước năm 1996.

## Sự nghiệp

### Thanh Hoa
Trong thời gian học tập tại Đại học Thanh Hoa, sau khi tốt nghiệp, Hồ Hòa Bình liên tiếp là trợ lý giảng dạy và giảng viên tại Khoa Kỹ thuật thủy lực, Phó Bí thư Đoàn Thanh niên Cộng sản của Khoa, Phó Trưởng Ban rồi Trưởng Ban Công tác Sinh viên, Phó Bí thư Đảng ủy, Đảng bộ sinh viên Khoa. Vào tháng 12 năm 1996, ông được bổ nhiệm làm Phó Trưởng Khoa Kỹ thuật thủy lực tại Đại học Thanh Hoa và là Viện trưởng Viện Thủy văn và Tài nguyên nước. Vào tháng 1 năm 2000, ông là Bí thư Đảng ủy Khoa Kỹ thuật thủy lực Đại học Thanh Hoa.
Vào tháng 11 năm 2002, ông được bổ nhiệm làm Ủy viên Ban thường vụ Đảng ủy Thanh Hoa, Trưởng Ban Tổ chức Đảng ủy Đại học Thanh Hoa. Vào tháng 9 năm 2003, ông được bổ nhiệm làm Giám đốc Sở Học vụ của Đại học Thanh Hoa. Vào tháng 8 năm 2004, ông được bổ nhiệm làm Giám đốc Sở Nhân sự của Đại học Thanh Hoa. Tháng 2 năm 2006, ông được bổ nhiệm làm Hiệu phó Đại học Thanh Hoa. Vào, tháng 8 năm 2006, ông được bổ nhiệm làm Phó Bí thư Đảng ủy, Hiệu phó Đại học Thanh Hoa. Tháng 12 năm 2008, ông giữ chức Bí thư Đảng ủy Đại học Thanh Hoa, cấp phó tỉnh, bộ. Vào tháng 11 năm 2012, tại Đại hội Đảng Cộng sản Trung Quốc lần thứ 18, ông được bầu làm Ủy viên dự khuyết Ủy ban Trung ương Đảng Cộng sản Trung Quốc khóa XVIII.

### Chiết Giang
Tháng 11 năm 2013, Hồ Hòa Bình được điều chuyển tới Chiết Giang, chỉ định vào Ủy ban Thường vụ Tỉnh ủy, nhậm chức Bộ trưởng Bộ Tổ chức Tỉnh ủy Chiết Giang. Đây là lần đầu tiên ông công tác công việc chính trị, hành chính tại cơ quan địa phương, kế nhiệm Thái Kỳ.

### Thiểm Tây
Tháng 4 năm 2015, ông được điều chuyển tới Thiểm Tây, bổ nhiệm làm Thường vụ Tỉnh ủy, Phó Bí thư chuyên chức Tỉnh ủy Thiểm Tây. Vào tháng 3 năm 2016, ông được bổ nhiệm làm Bí thư Đảng tổ Chính phủ Nhân dân tỉnh Thiểm Tây. Vào ngày 01 tháng 4 năm 2016, ông được bổ nhiệm làm Quyền Tỉnh trưởng Chính phủ Nhân dân tỉnh Thiểm Tây. Vào ngày 27 tháng 4, ông được bầu làm Tỉnh trưởng Chính phủ Nhân dân tỉnh Thiểm Tây. Ông bắt đầu từ chức vụ Bí thư Đảng ủy Đại học Thanh Hoa, trở thành Tỉnh trưởng Chính phủ Nhân dân tỉnh Thiểm Tây, chức vụ cấp chính tỉnh, bộ khi chỉ mới công tác ở tổ chức địa phương được hơn hai năm từ tháng 11 năm 2013 đến tháng 3 năm 2016.
Vào ngày 13 tháng 1 năm 2016, cuộc họp lần thứ 24 của Ủy ban Thường vụ Đại hội Đại biểu Nhân dân lần thứ 12 của tỉnh Thiểm Tây đã được bầu ông làm Đại biểu Đại hội Nhân dân Toàn quốc lần thứ 12. Vào ngày 29 tháng 10 năm 2017, ông được Trung ương bổ nhiệm làm Bí thư Tỉnh ủy tỉnh Thiểm Tây, kế nhiệm Lâu Cần Kiệm, sau đó bầu nhiệm kiêm chức vụ Chủ nhiệm Ủy ban Thường vụ Đại hội đại biển Nhân dân tỉnh Thiểm Tây. Vào ngày 04 tháng 1 năm 2018, ông từ Tỉnh trưởng Chính phủ Nhân dân tỉnh Thiểm Tây, kế nhiệm bởi Lưu Quốc Trung. Tinh đến năm 2019, ông là Bí thư Tỉnh ủy trẻ nhất Trung Quốc, được đánh giá là người thăng tín chính trị nhanh trong những năm trở lại đây. Vào tháng 10 năm 2017, ông được bầu làm Ủy viên Ủy ban Trung ương Đảng Cộng sản Trung Quốc khóa XIX tại Đại hội Đảng Cộng sản Trung Quốc lần thứ 19.

### Trung ương
Ngày 31 tháng 7 năm 2020, Hồ Hòa Bình được điều chuyển về trung ương, giữ chức Bí thư Đảng ủy Bộ Văn hóa và Du lịch Trung Quốc. Đến ngày 11 tháng 8, ông được bổ nhiệm làm Bộ trưởng Bộ Văn hóa và Du lịch, kiêm nhiệm vị trí Phó Bộ trưởng Bộ Tuyên truyền Trung ương Đảng Cộng sản Trung Quốc, công tác cùng Hoàng Khôn Minh. Cuối năm 2022, ông tham gia Đại hội Đảng Cộng sản Trung Quốc lần thứ XX từ đoàn đại biểu khối cơ quan trung ương Đảng và Nhà nước. Trong quá trình bầu cử tại đại hội, ông được bầu là Ủy viên Ủy ban Trung ương Đảng Cộng sản Trung Quốc khóa XX.